# Han Groo
Han Groo (한그루?, Han GeuruLR, Han KŭruMR), pseudonimo di Min Han-groo (민한그루?, Min HangeuruLR, Min Han'gŭruMR; Namyangju, 29 maggio 1992), è un'attrice sudcoreana.

## Biografia
Nata a Namyangju, in Corea del Sud, è cresciuta in California dai quattro agli otto anni e in Cina dagli otto ai dodici anni, quando ha fatto ritorno in patria. Durante l'infanzia si è dedicata a una lunga serie di attività tra cui gare di danza (hip hop, jazz e tip-tap), equitazione, arti marziali, golf e scherma. Essendo cresciuta in una famiglia di artisti (suo padre era un regista di spot pubblicitari, mentre sua madre una modella), una volta rientrata in Corea ha firmato con Climix Academy per diventare un'attrice, ma su suggerimento dell'agenzia ha lanciato invece una carriera come cantante, pubblicando l'EP Groo One nel 2011, seguito da un singolo, e ottenendo una candidatura come Miglior artista femminile emergente agli Mnet Asian Music Award. Tuttavia, trovando difficile distinguersi come cantante data l'enorme concorrenza, si è presto rivolta nuovamente alla recitazione.
Ha esordito come attrice nel 2011 interpretando la protagonista nella miniserie d'azione Sonyeo K, per cui ha ricevuto buone recensioni. Nei quattro anni successivi ha ricoperto ruoli sia di supporto che di primo piano in soap opera e serie televisive via cavo e sulla TV pubblica. Nel 2022, dopo sette anni di assenza dall'industria dell'intrattenimento, ha firmato un contratto con SBD Entertainment.

### Vita privata
Nel novembre 2015 ha sposato un uomo non appartenente al mondo dello spettacolo, da cui ha avuto due gemelli a marzo 2017. Hanno divorziato dopo sette anni di matrimonio, e Han ha ottenuto la custodia dei figli.

## Filmografia

### Televisione
- Sonyeo K (소녀 K?) – miniserie TV (2011)
- Oneulman gat-ara (오늘만 같아라?) – serie TV (2011-2012)
- Uriga gyeolhonhal su iss-eulkka (우리가 결혼할 수 있을까?) – serie TV (2012-2013)
- Scandal: Mae-u chunggyeokjeog-igo budodeokhan sageon (스캔들: 매우 충격적이고 부도덕한 사건?) – serie TV (2013)
- Ttatteuthan mal hanmadi (따뜻한 말 한마디?) – serie TV (2013-2014)
- Yeon-ae malgo gyeolhon (연애 말고 결혼?) – serie TV (2014)
- Super Daddy Yeol (슈퍼대디 열?) – serie TV (2015)
- Yahan sajin-gwa (야한 사진관?) – serie TV (2024)
- Cinderella Game (신데렐라 게임?) – serial TV (2024-2025)